# Piratbyrån
Le Piratbyrån (« Bureau du piratage »), est une organisation suédoise indépendante, militant pour les droits du partage de fichier (aussi appelé Peer To Peer).
Le Piratbyrån n'est pas engagé dans des activités illégales, et préfère donner un autre point de vue sur la dissémination d'information que celle défendue par les lobbys.
L'organisation met à disposition des guides, des actualités et un forum internet sur le partage de fichiers, la propriété intellectuelle, le piratage et la culture numérique. Elle organise également des conférences et manifeste annuellement, le 1er mai. En 2005, Piratbyrån publiait un recueil intitulé Copy Me (« Copiez-moi ») contenant une sélection de textes, qui étaient au départ disponibles sur son site web.
Le nom Piratbyrån est un jeu de mots sur Antipiratbyrån (« Le bureau anti-piratage »), une organisation non gouvernementale suédoise soutenue par les majors. Les membres du Piratbyrån ont participé à des débats à la radio et à la télévision suédoise, et par la suite donné des conférences dans d'autres pays européens, comme au Chaos Communication Congress de Berlin.
Le 23 mai 2010, l'organisation décide de se dissoudre à la suite de la mort de l'un de ses cofondateurs, Ibi Kopimi Botani (« Ibrahim Botani »). La page d'accueil site web du Piratbyrån n'affiche désormais plus que les mots Stängt för eftertanke (« Fermé pour réflexion »).

## Descente de police
Dans la matinée du 31 mai 2006, durant un raid de la police suédoise, les serveurs de The Pirate Bay, un important tracker BitTorrent suédois, et de Piratbyrån ont été saisis dans le cadre d'une enquête sur de possibles activités illégales, étant donné que ces serveurs étaient hébergés au même endroit.
La légalité de cette descente a été remise en question, car le Piratbyrån n'est plus lié à The Pirate Bay.
Piratbyrån a mis en place temporairement un blog, mais depuis le 19 juillet 2006, son site web est de nouveau en ligne. Antipiratbyrån a également publié un communiqué à ce sujet.

## Tracker BitTorrent
Les membres du Piratbyrån sont à l'origine de The Pirate Bay, l'un des plus importants trackers BitTorrent au monde, mais ils ne sont plus liés au site depuis octobre 2004.

## Kopimi

Logo Kopimi

Piratbyrån a proposé et publié la plupart de ses travaux sous une alternative du droit d'auteur appelée Kopimi. Conçu pour être l'opposé de copyright, une notice d'utilisation du Kopimi encourage expressément que le travail soit copié, à toutes fins, commerciales ou non commerciales. Kopimi est similaire à la licence CC0 créé par Creative Commons, bien que Kopimi ajoute un impératif à copier.
La page Kopimi contient différentes versions du logo Kopimi et explique que le logo est un symbole montrant que le travail est autorisé à être copié. Kopimi peut être placé sur n'importe quel contenu, y compris les pages Web, les livres, les logiciels et les logos sonores.
Le concept Kopimi et le logo a été créé par Ibi Kopimi Botani (Ibrahim Botani) en 2005.

« Certains d'entre vous ont remarqué ce petit symbole en bas de la page, la pyramide. C'est un symbole appelé Kopimi (copiez moi) qui a été fondé par un de nos vieux amis, l'artiste Ibi Botani. »

— Pirate Bay History 2007 (June)

### Copie

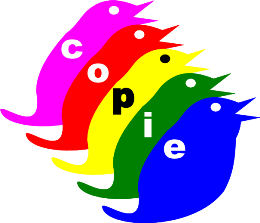
Logo Copie

Inspiré par Kopimi, le Parti pirate du Brésil (en) a créé sa propre version du concept appelé « copie », qui joue à la fois sur les mots portugais copie (avec la même signification qu'en français) et co-pie (ce qui signifie piailler ensemble). Le logo Copie montre cinq oiseaux piaillant ensemble.